# Дзокки, Арнольдо
Арнольдо Дзокки (или Цоки) (итал. Arnoldo Zocchi) (в некоторых источниках употребляется имя Арнальдо), известный итальянский скульптор, родился в 1862 г. во Флоренции. Эмилио Дзокки, отец Арнольдо Дзокки, преподавал уроки скульптуры для своего сына во Флоренции. Арнольдо Дзокки умер в 1940 г. в Риме.

## Скульптурные работы
- Статуя Христофора Колумба в Буэнос-Айресе
- Статуя Гарибальди в Болонье
- Статуя Святого Франциска Ассизского в Каире
- Статуя Александра III в Санкт-Петербурге
- Статуя Джованни Палестрины в Палестрине (1921)
- Памятник Царю-освободителю в Софии
- Памятник Свободы в Русе
- Памятник павшим за Свободу в Дряновском монастыре

## Галерея
- Памятник Александру II (Царю-освободителю), София
- Памятник Свободы, Русе
- Памятник павшим за свободу, Дряновский монастырь